# Atopsyche kingi
Atopsyche kingi is een schietmot uit de familie Hydrobiosidae. De soort komt voor in het Neotropisch gebied.